# Niemieccy posłowie do Parlamentu Europejskiego 2014–2019
Niemieccy posłowie VIII kadencji do Parlamentu Europejskiego zostali wybrani w wyborach przeprowadzonych 25 maja 2014.

## Lista posłów
Wybrani z listy Unii Chrześcijańsko-Demokratycznej
- Reimer Böge
- Elmar Brok
- Daniel Caspary
- Birgit Collin-Langen
- Christian Ehler
- Karl-Heinz Florenz
- Michael Gahler
- Stefan Gehrold, poseł do PE od 20 września 2018
- Jens Gieseke
- Ingeborg Gräßle
- Peter Jahr
- Dieter-Lebrecht Koch
- Werner Kuhn
- Werner Langen
- Hans-Peter Liese
- Norbert Lins
- Thomas Mann
- David McAllister
- Markus Pieper
- Godelieve Quisthoudt-Rowohl
- Dennis Radtke, poseł do PE od 24 lipca 2017
- Andreas Schwab
- Sven Schulze
- Renate Sommer
- Sabine Verheyen
- Axel Voss
- Rainer Wieland
- Hermann Winkler
- Joachim Zeller

Wybrani z listy Unii Chrześcijańsko-Społecznej
- Albert Deß
- Markus Ferber
- Monika Hohlmeier
- Angelika Niebler
- Manfred Weber

Wybrani z listy Socjaldemokratycznej Partii Niemiec
- Udo Bullmann
- Michael Detjen, poseł do PE od 1 stycznia 2017
- Ismail Ertug
- Knut Fleckenstein
- Evelyne Gebhardt
- Jens Geier
- Iris Hoffmann
- Petra Kammerevert
- Sylvia-Yvonne Kaufmann
- Arndt Kohn, poseł do PE od 24 lutego 2017
- Dietmar Köster
- Constanze Krehl
- Bernd Lange
- Josef Leinen
- Arne Lietz
- Susanne Melior
- Norbert Neuser
- Maria Noichl
- Gabriele Preuß
- Ulrike Rodust
- Joachim Schuster
- Peter Simon
- Birgit Sippel
- Martina Werner
- Kerstin Westphal
- Babette Winter, poseł do PE od 10 stycznia 2019
- Tiemo Wölken, poseł do PE od 14 listopada 2016

Wybrani z listy Związku 90/Zieloni
- Reinhard Bütikofer
- Michael Cramer
- Romeo Franz, poseł do PE od 3 lipca 2018
- Sven Giegold
- Rebecca Harms
- Martin Häusling
- Maria Heubuch
- Ska Keller
- Barbara Lochbihler
- Terry Reintke
- Helga Trüpel

Wybrani z listy Die Linke
- Cornelia Ernst
- Thomas Händel
- Sabine Lösing
- Martina Michels
- Martin Schirdewan, poseł do PE od 8 listopada 2017
- Helmut Scholz
- Gabriele Zimmer

Wybrani z listy Alternatywy dla Niemiec
- Hans-Olaf Henkel
- Bernd Kölmel
- Bernd Lucke
- Jörg Meuthen, poseł do PE od 8 listopada 2017
- Marcus Pretzell
- Joachim Starbatty
- Ulrike Trebesius

Wybrani z listy Wolnej Partii Demokratycznej
- Nadja Hirsch, poseł do PE od 8 listopada 2017
- Wolf Klinz, poseł do PE od 6 listopada 2017
- Gesine Meißner

Wybrana z listy Freie Wähler
- Ulrike Müller

Wybrana z listy Niemieckiej Partii Piratów
- Julia Reda

Wybrany z listy Die Tierschutzpartei
- Stefan Eck

Wybrany z listy Narodowodemokratycznej Partii Niemiec
- Udo Voigt

Wybrany z listy Niemieckiej Partii Rodzin
- Arne Gericke

Wybrany z listy Ekologicznej Partii Demokratycznej
- Klaus Buchner

Wybrany z listy Die PARTEI
- Martin Sonneborn

Byli posłowie VIII kadencji do PE
- Matthias Groote (z listy SPD), do 31 października 2016
- Martin Schulz (z listy SPD), do 10 lutego 2017
- Herbert Reul (z listy CDU), do 6 lipca 2017
- Fabio De Masi (z listy Die Linke), do 23 października 2017
- Alexander Graf Lambsdorff (z listy FDP), do 23 października 2017
- Beatrix von Storch (z listy AfD), do 23 października 2017
- Michael Theurer (z listy FDP), do 23 października 2017
- Jutta Steinruck (z listy SPD), do 31 grudnia 2017
- Jan Philipp Albrecht (z listy Zielonych), do 2 lipca 2018
- Burkhard Balz (z listy CDU), do 31 sierpnia 2018
- Jakob von Weizsäcker (z listy SPD), do 6 stycznia 2019